# Julieta (film)
A Julieta 2016-ban bemutatott spanyol filmdráma, melyet Pedro Almodóvar írt és rendezett.  A forgatókönyv Alice Munro Nobel-díjas kanadai írónő Runaway  című 2004-es novelláskötetének három elbeszélését (Chance, Soon, Silence) fűzi egybe. A kötet magyarul Juliet  címmel jelent meg. A főbb szerepekben Emma Suárez és Adriana Ugarte látható.
Spanyolországban 2016. április 8-án, Magyarországon 2017. május 4-én mutatták be. Emma Suárez a filmben nyújtott teljesítményéért 2017-ben Goya-díjat nyert.

## Szereplők
| Szerep        | Színész           | Magyar hang     |
| ------------- | ----------------- | --------------- |
| Julieta       | Emma Suárez       | Fehér Anna      |
| Julieta Joven | Adriana Ugarte    | Sodró Eliza     |
| Xoan          | Daniel Grao       | Horváth Illés   |
| Beatriz       | Michelle Jenner   |                 |
| Ava           | Inma Cuesta       | Bánfalvi Eszter |
| Marian        | Rossy de Palma    | Nyakó Júlia     |
| Lorenzo       | Darío Grandinetti | Kardos Róbert   |

## Fogadtatás

### Kritikai visszhang
A film az IMDb-n 7,1/10-es osztályzatot kapott, 16611 szavazat alapján. A Rotten Tomatoes oldalán 75%-on áll, 4435 szavazat alapján. A Metacritic-en pedig 6,7/10, 21 szavazat alapján.

### Díjak és jelölések
- Goya-díj – 2017 – Emma Suárez – Legjobb női főszereplő díj
- Goya-díj – 2017 – Pedro Almodóvar – Legjobb rendező jelölés
- Goya-díj – 2017 – Legjobb film jelölés
- Cannes-i filmfesztivál – 2016 – Pedro Almodóvar – Arany Pálma jelölés
- BAFTA-díj – 2017 – Legjobb nem angol nyelvű film jelölés